# 매가오리목
매가오리목(Myliobatiformes)은 가오리상목에 속하는 4개의 연골어류 목 중의 하나로, 상어와 관련이 있다. 이전에는 홍어목에 포함시켰으나, 최근의 계통발생학적 연구에 의해, 매가오리목은 일종의 단계통군으로 이 종들의 아주 편평한 형태는 홍어와는 독립적으로 진화하여 얻어진 형질임이 밝혀졌다.

## 하위 분류
아래는 조셉 넬슨(Joseph S. Nelson)과 윌리엄 화이트(William T. White)의 연구 결과를 종합한 매가오리아목의 계통도이다.
- 목탁가오리아목 (Platyrhinoidei)
  - 목탁가오리과 (Platyrhinidae)
- 자노바투스아목 (Zanobatoidei)
  - 자노바투스과 (Zanobatidae)
- 매가오리아목 (Myliobatoidei)
  - 헥사트리곤상과 (Hexatrygonoidea)
    - 헥사트리곤과 (Hexatrygonidae)

  - 흰가오리상과 (Urolophoidea)
    - 긴꼬리흰가오리과 (Plesiobatidae)
    - 흰가오리과 (Urolophidae)

  - 우로트리곤상과 (Urotrygonoidea)
    - 우로트리곤과 (Urotrygonidae)

  - 색가오리상과 (Dasyatoidea)
    - 색가오리과 (Dasyatidae)
    - 민물가오리과 또는 강가오리과 또는 담수가오리과 (Potamotrygonidae)
    - 나비가오리과 (Gymnuridae)
    - 매가오리과 (Myliobatidae)
    - 리놉테라과 (Rhinopteridae)[2]
    - 쥐가오리과 (Mobulidae)[2]
    - 얼룩매가오리과 (Aetobatidae)[3]